# Mirsha Serrano
Mirsha Serrano Pérez (Acapulco, 2 maggio 1979 – Lázaro Cárdenas, 23 luglio 2007) è stato un calciatore messicano, di ruolo centrocampista.
È scomparso nel 2007 all'età di 28 anni a seguito di un incidente stradale.